# Frederic Brewster Loomis
Frederic Brewster Loomis (* 22. November 1873 in Brooklyn, New York; † 28. Juli 1937 in Sitka, Alaska-Territorium) war ein US-amerikanischer Paläontologe und Professor am Amherst College.

## Leben
Loomis ging in Rochester zur Schule und studierte am Amherst College mit dem Bachelor-Abschluss 1896. Danach ging er 1897 an die Ludwig-Maximilians-Universität München, wo er 1899 bei Karl Alfred von Zittel in Paläontologie promoviert wurde. Danach kehrte er an das Amherst College als Instructor zurück, wurde 1903 Associate Professor für Biologie, 1908 Professor für vergleichende Anatomie und 1917 Professor für Geologie und Mineralogie. Er war auch Vizepräsident des College. Er starb auf Urlaub in Alaska an einer Gehirnblutung.
Als Paläontologe befasste er sich vor allem mit Wirbeltier-Paläontologie und grub tertiäre Säugetiere in Patagonien (1911/12), New Mexico, South Dakota (Badlands), Nebraska (Sioux County), Wyoming (Wasatch Basin, Converse County), Colorado, Arizona, Florida und Maine aus. Die Fossilfunde gelangten in das Naturkundemuseum des Amherst College, dem heutigen Beneski Museum of Natural History.
1920 war er Präsident der Paleontological Society. Er war Fellow der American Academy of Arts and Sciences (1917) und der Geological Society of America.
Er war seit 1904 verheiratet und hatte zwei Kinder.

## Schriften
- The Evolution of the Horse, Boston: Marshall Jones 1926
- Hunting Extinct Animals in the Patagonia Pampas, New York: Dodd, Mead 1913
- The Deseado Formation of Patagonia, Concord: Rumford Press 1914
- Field Book of Common Rocks and Minerals, New York: Putnams 1923
- Physiography of the United States, Garden City: Doubleday 1937.